# Mukkavuopio
Mukkavuopio är en sjö i Kiruna kommun i Lappland och ingår i Torneälvens huvudavrinningsområde. Sjön har en area på 0,837 kvadratkilometer och ligger 476,9 meter över havet. Sjön avvattnas av vattendraget Muonioälven (Njärrejåkkå).

## Delavrinningsområde
Mukkavuopio ingår i det delavrinningsområde (765371-170898) som SMHI kallar för Nedlagd mätstation. Medelhöjden är 608 meter över havet och ytan är 35,01 kvadratkilometer. Räknas de 33 avrinningsområdena uppströms in blir den ackumulerade arean 811,85 kvadratkilometer. Muonioälven (Njärrejåkkå) som avvattnar avrinningsområdet har biflödesordning 2, vilket innebär att vattnet flödar genom totalt 2 vattendrag innan det når havet efter 521 kilometer. Avrinningsområdet består mestadels av skog (16 procent) och kalfjäll (75 procent). Avrinningsområdet har 1,99 kvadratkilometer vattenytor vilket ger det en sjöprocent på 5,7 procent.